# آلیس کوبر
آلیس کوبر (انگلیسی: Alice Kober؛ ۲۳ دسامبر ۱۹۰۶ – ۱۶ مه ۱۹۵۰ (۴۳ ساله)) زبان‌شناس، باستان‌شناس، انسان‌شناس و استاد دانشگاه اهل ایالات متحده آمریکا بود. او بیشتر به خاطر کارش در زمینه رمزگشایی خط B شناخته می‌شود. کوبر که در کالج هانتر و دانشگاه کلمبیا تحصیل کرد، از سال ۱۹۳۰ تا زمان مرگش در کالج بروکلین کلاسیک تدریس کرد. در دهه ۱۹۴۰، او سه مقاله مهم منتشر کرد. وی همچنین برندهٔ جوایزی همچون کمک‌هزینه گوگنهایم شده‌است.

## زندگی
آلیس الیزابت کوبر در ۲۳ دسامبر ۱۹۰۶ زاده شد. پدر و مادر او از مهاجران مجارستانی فرانتس و کاترینا کوبر در نیویورک هستند. خانواده آلیس در یورک‌ویل، منهتن زندگی می‌کردند و فرانتس به‌عنوان مبل‌ساز و بعداً سرپرست آپارتمان کار می‌کرد. او یک برادر به نام ویلیام داشت که دو سال کوچکتر از خودش بود.  کوبر در دبیرستان کالج هانتر تحصیل کرد و در سال ۱۹۲۴ یک بورسیه تحصیلی ۱۰۰ دلاری در سال دریافت کرد.   او به کالج هانتر رفت و در سال ۱۹۲۸ فارغ التحصیل شد.   پس از فارغ‌التحصیلی، تحصیلات تکمیلی و یادگیری زبان مینوسی را در دانشگاه کلمبیا آغاز کرد و همزمان در بخش کلاسیک هانتر کالج تدریس می‌کرد.  او در سال ۱۹۲۹ مدرک کارشناسی ارشد هنر خود را از کلمبیا و در سال ۱۹۳۲ دکترای خود را دریافت کرد. 
به عنوان یک دانشجوی کارشناسی ارشد، کوبر به‌طور گسترده در کلاس‌های ریاضیات، شیمی، و نجوم و همچنین کلاسیک شرکت می‌کرد.  پس از پایان دکترا، او تجربه ای در باستان‌شناسی به دست آورد و در کار میدانی در پارک ملی تاریخی فرهنگ چاکو که توسط دانشگاه نیومکزیکو در سال ۱۹۳۶ سازماندهی شده بود، و در یونان با مدرسه آمریکایی مطالعات کلاسیک در آتن در سال ۱۹۳۹ مشارکت کرد.  او همچنین زبان‌های مختلف را مطالعه می‌کرد. آلیس علاوه بر تسلط بر زبان‌های یونانی، لاتین، فرانسوی، آلمانی و آنگلوساکسون ، دوره‌های سانسکریت را در مؤسسه زبان‌شناسی در سال‌های ۱۹۴۱ و ۱۹۴۲ و در دانشگاه ییل از ۱۹۴۲ تا ۱۹۴۵ گذراند. او همچنین در کلاس‌های هیتی، فارسی باستان، توچاری، ایرلندی باستان، اکدی، سومری، چینی و باسکی شرکت کرد.  در اواخر سال ۱۹۴۶، در آغاز دوره کمک هزینه تحصیلی گوگنهایم، چندین زبان آسیای صغیر باستان از جمله زبان کاریایی، زبان حتی، هوری، زبان لیکیایی و لیدیایی را مطالعه کرد. 

## حرفه

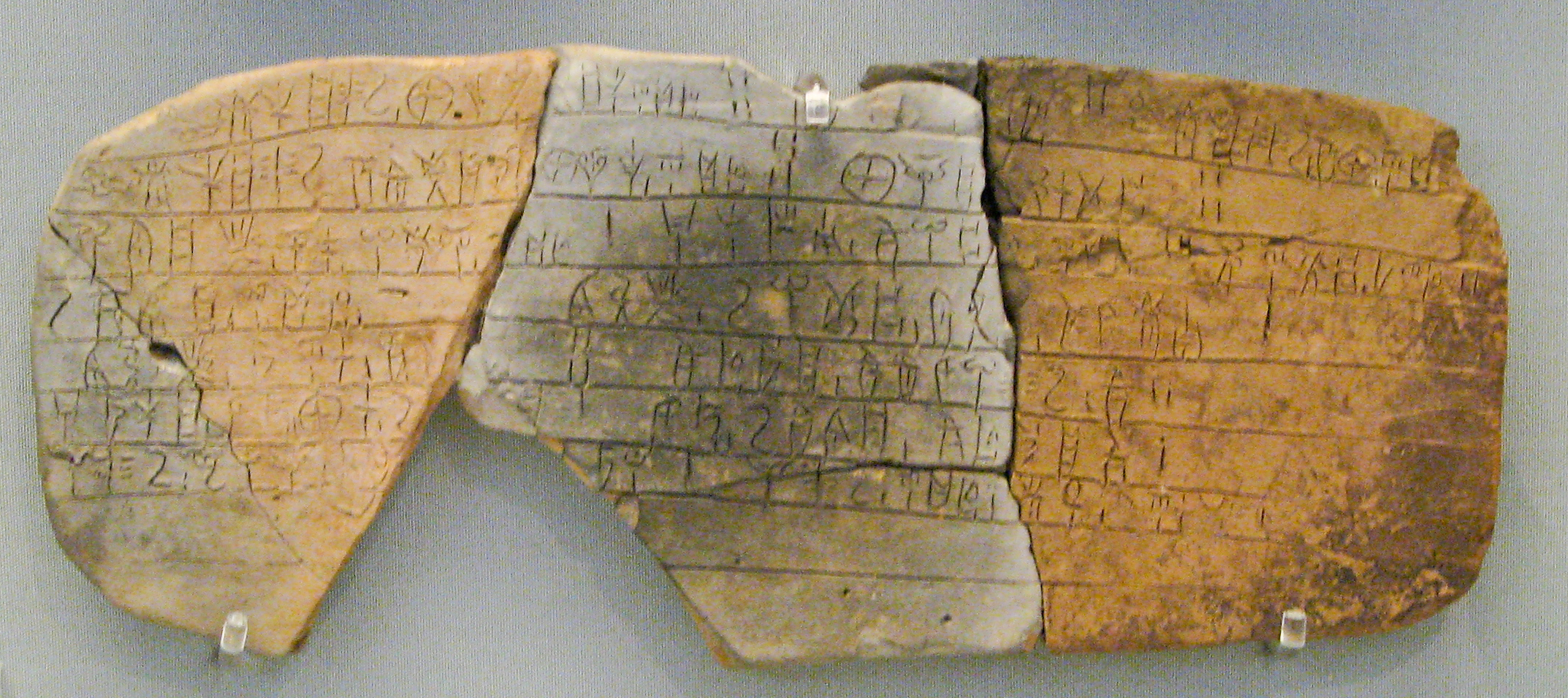
کتیبه خطی B که در پیلوس کشف شد. کوبر زندگی خود را وقف رمزگشایی این لوح کرد.

از سال ۱۹۳۰ تا زمان مرگش در سال ۱۹۵۰، کوبر در کالج بروکلین تدریس کرد.  در سال ۱۹۳۶ او استادیار آنجا شد. در سال ۱۹۵۰ به درجه دانشیاری ارتقا یافت.  کالج بروکلین در درجه اول یک مؤسسه آموزشی بود تا یک مؤسسه تحقیقاتی، و او یک دوره آموزشی کامل را تدریس می‌کرد.  از سال ۱۹۴۴، او همچنین کتاب‌های درسی و امتحانات را برای همه دانش آموزان نابینای کالج بروکلین به خط بریل تبدیل کرد. 
کوبر عضو بسیاری از سازمان‌های حرفه‌ای، از جمله لیگ کلاسیک آمریکا، مؤسسه باستان‌شناسی آمریکا – در هیئت تحریریه مجله آمریکایی باستان‌شناسی –،  انجمن فیلولوژی آمریکا،  و انجمن زبان‌شناسی آمریکا بود.  از اوایل دهه ۱۹۴۰، او مشاور هیئت علمی بخش هانتر کالج اتا سیگما فی، یک انجمن افتخاری برای کلاسیک‌ها بود.  در سال ۱۹۴۸، او به عنوان همکار پژوهشی موزه دانشگاه پنسیلوانیا انتخاب شد. 

## مرگ و میراث
در ژوئیه ۱۹۴۹، کوبر بیمار و در بیمارستان بستری شد.   او در تاریخ ۱۶ مه ۱۹۵۰ در سن ۴۳ سالگی درگذشت.  به گفته پسر عموی او، شایعات خانوادگی حاکی از مرگ او بر اثر سرطان معده بود.  کوبر آرشیو خود را به امت ال. بنت جونیور  یک کلاسیک نویس آمریکایی که از سال ۱۹۴۸ با او مکاتبه داشت، واگذار کرد.  آنها توسط دانشگاه تگزاس در آستین نگهداری می‌شوند.  از کوبر به‌عنوان یک مشارکت‌کننده مهم در رمزگشایی خط B یاد می‌شود. 

## یادداشت
1. ↑  During Kober's lifetime, Linear B was referred to as a Minoan script; only in 1953 did Michael Ventris and John Chadwick reject the designation Minoan in favour of Mycenaean.[۳]